# Chrysolina zamotajlovi
Chrysolina zamotajlovi là một loài bọ cánh cứng trong họ Chrysomelidae. Loài này được Medvedev & Ochrimenko in Medvedev & Okhrimenko miêu tả khoa học năm 1991.